# Coatepeque (El Salvador)
Coatepeque è un comune del dipartimento di Santa Ana, in El Salvador.
La città dà il nome al vicino lago vulcanico.